# Gabriel Millet
Gabriel Millet (Saint-Louis, 1867 – Parigi, 1953) è stato uno storico dell'arte francese.

## Biografia
Docente al Collège de France, riteneva che l'arte bizantina si fosse formata su esempio di quella greca e ne discendesse ancor più che da quella romana.
Tra le sue opere si ricordano La scuola greca nell'architettura bizantina (1916) e le Ricerche sull'iconografia del Vangelo (1916).